# 張志宏
張志宏（英語：Rev.George Donohoe, S.J.，1921年7月19日—1971年2月15日），美國舊金山人，耶穌會神父，在臺灣耕莘文教院時創辦耕莘青年寫作會、耕莘青年山地學習工作團。

## 生平

### 早年
張志宏原名Donohoe, S.J.，1921年7月19日生於舊金山，1939年入耶穌會，聖名George。1946年他到中國傳教，曾至北平活動，1951年於上海晉鐸，後赴菲律賓宿霧聖心中學教書。

### 創辦耕莘青年寫作會

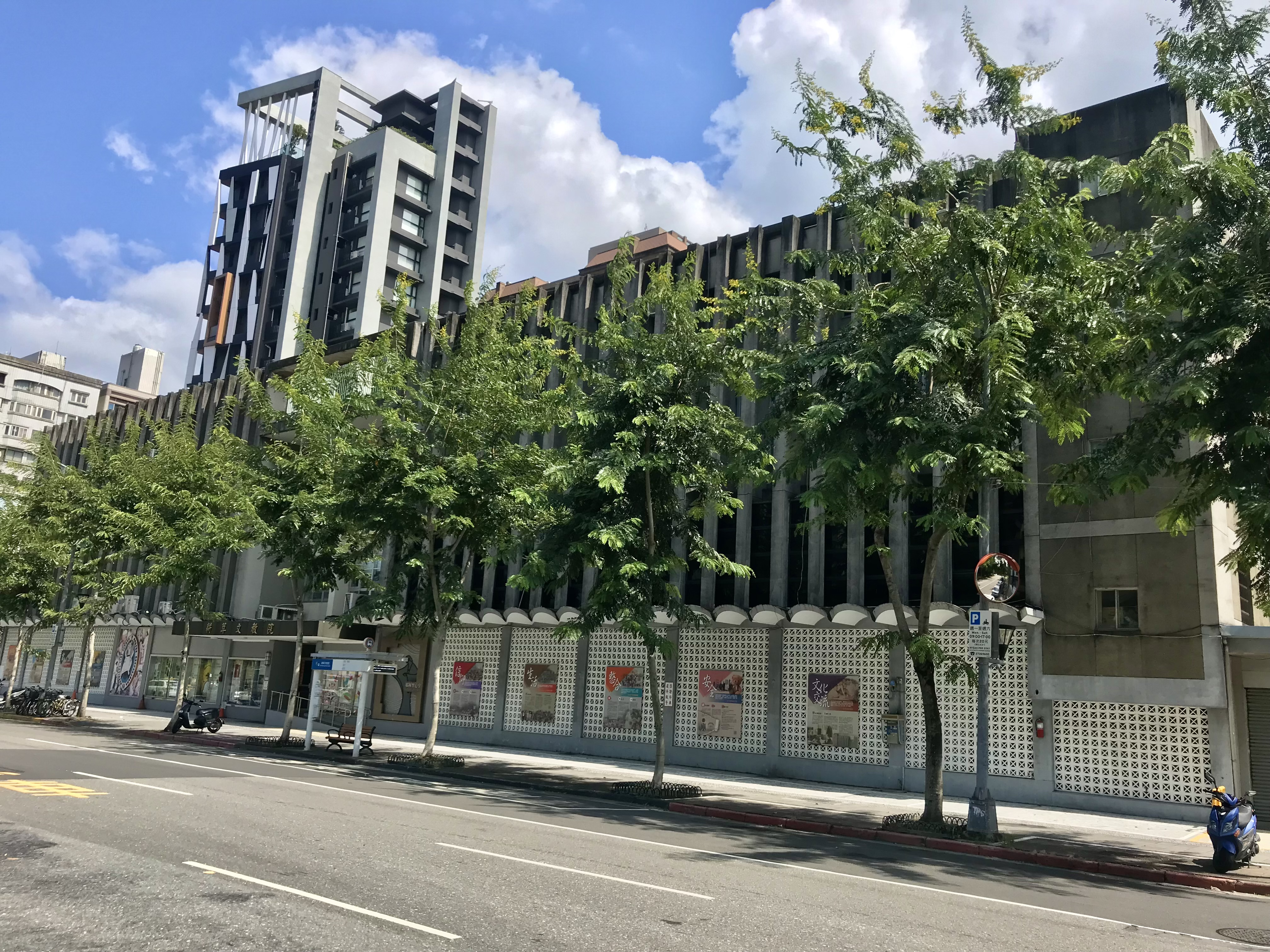
耕莘文教院

1963年，耕莘文教院落成後，在臺灣大學、師範大學及輔仁大學等校任教的耶穌會神父以此作為舉辦各類藝文活動的地點。
張志宏於1964年至臺灣，在國立臺灣師範大學英文研究所擔任副教授。
他會訂閱林海音主辦的《純文學》月刊，購買純文學叢書給喜愛寫作的年輕人。喻麗清高中畢業後，常和同學到耕莘文教院看書，因此認識了張神父，就擔任其三年的祕書。
1966年，張志宏在耕莘文教院舉辦第一屆暑期寫作研習班。在第二年就有余光中、王文興、王藍、顏元叔、張秀亞、白先勇、林海音、謝冰瑩、琦君來此當講師。之後，張志宏和鄭聖沖神父以及喻麗清、朱廣平、何志韶三位執行秘書，連續舉辦了十屆暑期寫作研習班。司馬中原回憶說，張神父創辦的青年寫作會，匯集了北臺灣大學與研究所的文藝青年，給予他們研討和意見交流的機會。除了每天上午8點至12時為共同課程外，學員們在下午能依照自己的志趣任選詩歌、小說、戲劇、哲學或新聞等課，並參加晚間的討論會和文藝座談會等。張志宏在每位講師下課時，都親自送到門口，也相對地受到講師們尊重。

### 創辦耕莘青年山地服務團
1967年，張志宏從清泉天主教堂范祥斌神父得知山地原住民困境，便在該年建立隸屬中國互助運動協會的耕莘青年山地服務團（耕莘青年山地學習工作團），招募大專院校學生參加，深入新竹縣尖石鄉的義興、梅花、玉峰、石磊、田埔、秀巒、養老、泰崗、新光、五峰鄉清泉等部落服務。學員的工作為農業股、醫療股、教務股、育樂股、訓練股、總務股等，且必須服務已遴選出新團委後才可交棒。向是屬於耶穌會的丁松青到臺灣不久，便跟著耕莘山地服務隊到清泉服務，之後派駐到當地作神父。
張志宏四十多歲卻已有過敏性氣喘、經常感冒、瀕於失明邊緣的眼疾，還要到美國募捐。王文興表示主持的耕莘寫作班和耕莘山地服務隊都需要眼力和體力，張神父依然樂觀進取。

### 去世
1971年2月，張志宏率領著大專青年百餘人在中部橫貫公路徒步數天，在15日走到花蓮縣秀林鄉長春橋附近。上午10點40分時有一輛載運木材的卡車轉彎，張志宏就被木材尾端撞落溪谷，於往花蓮市門諾醫院搶救途中過世。2月中旬，葬於彰化市靜山墓園。

## 身後
因負責募款的張志宏去世，1973年，耕莘山地服務隊增加籌募股，專門負責籌措各項經費，書籍、文具、醫藥。1981年，耕莘青年寫作會紀念創辦人張志宏逝世十週年，出版紀念文集。